# Roma Maffia
Roma Maffia, född 31 maj 1958 på Manhattan, New York, är en skådespelerska med brittiskt, tyskt och västindiskt ursprung. 
Hon har spelat i den amerikanska sjukhus-TV-serien Chicago Hope och kriminal-TV-serien Profiler. Hon har även haft gästroller i TV-serier som Cityakuten, I lagens namn, Vita huset och Sopranos.
Hon har även medverkat i TV-serien Nip/Tuck.

## Filmografi (urval)
- 1994–1995 – Chicago Hope (TV-serie)
- 1994 – Skamgrepp
- 1995 – I sista sekunden
- 1996–2000 – Profiler (TV-serie)
- 1997 – Och han älskade dem alla
- 2000 – Things You Can Tell Just by Looking at Her
- 2001 – Vita huset, avsnitt Somebody's Going to Emergency, Somebody's Going to Jail (gästroll i TV-serie)
- 2001 – Cityakuten (TV-serie)
- 2003–2006 – I lagens namn (TV-serie)
- 2003–2010 – Nip/Tuck (TV-serie) (återkommande gästroll)
- 2013 – The Call